# Toivo Särkkä
Toivo Jalmari Särkkä noto anche come  T. J. Särkkä e nato come Toivo Hjalmar Silén (Mikkeli, 20 novembre 1890 – Helsinki, 9 febbraio 1975) è stato un produttore cinematografico e regista finlandese, è stato CEO della casa di produzione Suomen Filmiteollisuus.

## Biografia
Prima di intraprendere la carriera cinematografica, Särkkä ha lavorato come direttore di banca e presidente della Kotimainen Työ.
Nel 1935 con la morte di Erkki Karu, fondatore e proprietario della Suomen Filmiteollisuus, Särkkä lo sostituì come CEO, producesse 233 film e dirigendone 49 durante il suo mandato da CEO.
Nel 1965, quando l'industria cinematografica finlandese stava attraversando difficoltà a causa dell'avvento della televisione, Särkkä ha avviato la bancarotta della Suomen Filmiteollisuus. Tra i film diretti da Särkkä ci sono Suomisen perhe, Helmikuun manifesti, Kulkurin valssi e Vaivaisukon morsian.

## Filmografia
- Naiskohtaloita (1947)
- Radio tekee murron (1951)
- Neljä rakkautta (1951)
- Pekka Puupää (1953)
- Hilja maitotyttö (1953)
- Hilmanpäivät (1954)
- Il soldato sconosciuto (1955)
- Juha (1956)
- 1918 (1957)
- Miriam (1957)
- Sven Tuuva (1958)
- Skandaali tyttökoulussa (1960)
- Komisario Palmun erehdys (1960)
- Kaks' tavallista Lahtista (1960)